# باورز آند بيتسي
باورز آند بيتسي (بالإنجليزية: .Bowers & Pitsea F.C)‏ هو نادٍ لكرة القدم يقع مقره في بيتسي، إسكس، بإنجلترا.

## سجلات النادي
- أكبر انتصار: 14–1 ضد ستانستيد 2006–07.[1]
- أثقل هزيمة: 8-0 ضد فورد يونايتد، 1996-97.[1]